# Соколи (Борисовський район)
Соколи (біл. вёска Саколы) — село в складі Борисовського району Мінської області, Білорусь. Село підпорядковане Мойсеївщинській сільській раді, розташоване в північно-східній частині області.